# Fracción continua de Rogers-Ramanujan
La fracción continua de Rogers–Ramanujan es una fracción continua descubierta por Rogers (1894) y más tarde estudiada por Srinivasa Ramanujan, íntimamente relacionada con las identidades de Rogers-Ramanujan, que puede ser evaluada explícitamente para determinados valores de su argumento.

## Definición
La fracción continua de Ramanujan es  

{\displaystyle 1+{\cfrac {q}{1+{\cfrac {q^{2}}{1+{\cfrac {q^{3}}{1+\cdots }}}}}}={\frac {G(q)}{H(q)}}=1+q-q^{3}+q^{5}-\cdots }(sucesión A003823 en OEIS)

donde:
{\displaystyle G(q)=\sum _{n=0}^{\infty }{\frac {q^{n^{2}}}{(q;q)_{n}}}={\frac {1}{(q;q^{5})_{\infty }(q^{4};q^{5})_{\infty }}}=1+q+q^{2}+q^{3}+2q^{4}+2q^{5}+3q^{6}+\cdots } (sucesión A003114 en OEIS)
y 
{\displaystyle H(q)=\sum _{n=0}^{\infty }{\frac {q^{n^{2}+n}}{(q;q)_{n}}}={\frac {1}{(q^{2};q^{5})_{\infty }(q^{3};q^{5})_{\infty }}}=1+q^{2}+q^{3}+q^{4}+q^{5}+2q^{6}+\cdots .} (sucesión A003106 en OEIS)
son funciones que aparecen en las identidades de Rogers-Ramanujan. 
Aquí, {\displaystyle (a;q)_{\infty }} denota el símbolo q-Pochhammer para el caso infinito.

## Formas modulares
Si q = e2πiτ, entonces q−1/60G(q) y q11/60H(q) y también q1/5H(q)/G(q)) son formas modulares de τ. Puesto que éstas tienen coeficientes enteros, la teoría de la multiplicación compleja implica que sus valores para  τ siendo un número imaginario cuadrático irracional son números algebraicos que pueden ser evaluados explícitamente. En particular, la fracción continua de Ramanujan se pueden evaluar para estos valores de τ.

### Ejemplos
{\displaystyle {\cfrac {1}{1+{\cfrac {e^{-2\pi }}{1+{\cfrac {e^{-4\pi }}{1+\dots }}}}}}=\left({{\sqrt {5+{\sqrt {5}} \over 2}}-{{\sqrt {5}}+1 \over 2}}\right)e^{2\pi /5}=e^{2\pi /5}\left({{\sqrt {\varphi {\sqrt {5}}}}-\varphi }\right)=0.9981360\dots }
donde {\displaystyle \varphi } es el número áureo (Aproximadamente 1.618)
El inverso multiplicativo de esta expresión es:

{\displaystyle {\begin{aligned}&{}\quad 1+{\cfrac {e^{-2\pi }}{1+{\cfrac {e^{-4\pi }}{1+{\cfrac {e^{-6\pi }}{1+\dots }}}}}}={\frac {1}{2}}\left[1+{\sqrt {5}}+{\sqrt {2(5+{\sqrt {5}})}}\right]\,e^{-2\pi /5}\\\\&={\frac {e^{-2\pi /5}}{{\sqrt {\varphi {\sqrt {5}}}}-\varphi }}=1.0018674\dots \end{aligned}}}

{\displaystyle {\begin{aligned}&{}\quad {\cfrac {1}{1+{\cfrac {e^{-2\pi {\sqrt {5}}}}{1+{\cfrac {e^{-4\pi {\sqrt {5}}}}{1+\dots }}}}}}\\\\&=\left({\frac {\sqrt {5}}{1+[5^{3/4}(\varphi -1)^{5/2}-1]^{1/5}}}-{\varphi }\right)\,e^{2\pi /{\sqrt {5}}}=0.99999920\dots \end{aligned}}}

El inverso multiplicativo de esta expresión es:

{\displaystyle {\begin{aligned}&{}\quad 1+{\cfrac {e^{-2\pi {\sqrt {5}}}}{1+{\cfrac {e^{-4\pi {\sqrt {5}}}}{1+\dots }}}}\\\\&={\cfrac {e^{-2\pi /{\sqrt {5}}}}{{}\ \ {\cfrac {\sqrt {5}}{1+\left[5^{3/4}(\varphi -1)^{5/2}-1\right]^{1/5}}}-\varphi \ \ {}}}=1.000000791267\dots \end{aligned}}}